# Micro Channel Architecture
El informática, Micro Channel Architecture o MCA es un bus creado por IBM con la intención de superar las limitaciones que presentaba el bus ISA. Fue diseñado por Chet Heath.
El gran problema de este bus es que no era compatible con los anteriores y necesitaba de tarjetas de expansión especialmente diseñadas para su estructura.